# IV. regionalna nogometna liga Karlovac – Gospić 1986./87.
IV. regionalna nogometna liga Karlovac – Gospić je bila liga četvrtog stupnja nogometnog prvenstva Jugoslavije u sezoni 1986./87. 
  
Nastala je iz dotadašnje IV. regionalne lige Karlovac – Gospić – Sisak. 
 
Sudjelovalo je 12 klubova, a prvak je bio klub "Ilovac" iz Karlovca. 
 
Novom reorganizacijom natejcanja za sezonu 1987./88. liga postaje Međuopćinska nogometna liga Karlovac – Gospić i igra se u šestom stupnju ligaškog sustava SFRJ. 

## Sustav natjecanja
12 klubova je igralo dvokružnu ligu (22 kola). 

## Ljestvica
| mj. | klub                                   | ut. | pob. | ner. | por. | gol+ | gol- | bod |
| --- | -------------------------------------- | --- | ---- | ---- | ---- | ---- | ---- | --- |
| 1.  | Ilovac Karlovac                        | 22  | 17   | 3    | 2    | 64   | 18   | 37  |
| 2.  | Mladost Topusko                        | 22  | 15   | 5    | 2    | 60   | 20   | 35  |
| 3.  | Tehničar Karlovac                      | 22  | 15   | 4    | 3    | 49   | 21   | 34  |
| 4.  | Gospić                                 | 22  | 12   | 5    | 5    | 36   | 22   | 29  |
| 5.  | Petrova gora Vojnić                    | 22  | 9    | 4    | 9    | 36   | 27   | 22  |
| 6.  | Krbava Udbina                          | 22  | 8    | 5    | 9    | 39   | 34   | 21  |
| 7.  | Lika Lički Osik                        | 22  | 6    | 6    | 10   | 31   | 39   | 18  |
| 8.  | Vatrogasac (Karlovac – Gornje Mekušje) | 22  | 8    | 2    | 12   | 33   | 52   | 18  |
| 9.  | Plitvice (Jezerce – Mukinje)           | 22  | 5    | 5    | 12   | 16   | 39   | 15  |
| 10. | Ivo Lola Ribar (Karlovac – Mostanje)   | 22  | 5    | 5    | 12   | 25   | 57   | 15  |
| 11. | Duga Resa                              | 22  | 4    | 4    | 14   | 25   | 46   | 12  |
| 12. | Radnik Karlovac                        | 22  | 2    | 4    | 16   | 13   | 52   | 8   |

- iz naselja Jezerce naknadno izdvajanjem nastalo naselje Plitvička Jezera sa dijelom Mukinje

## Rezultatska križaljka
| kratica | klub                                   | DUGR | GOS | ILO | IVLR | KRB | LIKA | MLA | PEG | PLI | RAD | TEH | VAT |
| --- | -------------------------------------- | ---- | --- | --- | ---- | --- | ---- | --- | --- | --- | --- | --- | --- |
| DUGR | Duga Resa                              |      |     |     |      |     |      |     |     |     |     |     |     |
| GOS | Gospić                                 |      |     |     |      |     |      |     |     |     |     |     |     |
| ILO | Ilovac Karlovac                        |      |     |     |      |     |      |     |     |     |     |     |     |
| IVLR | Ivo Lola Ribar (Karlovac – Mostanje)   |      |     |     |      |     |      |     |     |     |     |     |     |
| KRB | Krbava Udbina                          |      |     |     |      |     |      |     |     |     |     |     |     |
| LIKA | Lika Lički Osik                        |      |     |     |      |     |      |     |     |     |     |     |     |
| MLA | Mladost Topusko                        |      |     |     |      |     |      |     |     |     |     |     |     |
| PEG | Petrova gora Vojnić                    |      |     |     |      |     |      |     |     |     |     |     |     |
| PLI | Plitvice (Jezerce – Mukinje)           |      |     |     |      |     |      |     |     |     |     |     |     |
| RAD | Radnik Karlovac                        |      |     |     |      |     |      |     |     |     |     |     |     |
| TEH | Tehničar Karlovac                      |      |     |     |      |     |      |     |     |     |     |     |     |
| VAT | Vatrogasac (Karlovac – Gornje Mekušje) |      |     |     |      |     |      |     |     |     |     |     |     |
| |                                        |      |     |     |      |     |      |     |     |     |     |     |     |
| podebljan rezultat - utakmice od 1. do 11. kola (1. utakmica između klubova) rezultat normalne debljine - utakmice od 12. do 22. kola (2. utakmica između klubova) rezultat nakošen - nije vidljiv redoslijed odigravanja međusobnih utakmica iz dostupnih izvora rezultat smanjen * - iz dostupnih izvora nije uočljiv domaćin susreta prekrižen rezultat - poništena ili brisana utakmica p - utakmica prekinuta 3:0 p.f. / 0:3 p.f. - rezultat 3:0 bez borbe n.i. - nije igrano |                                        |      |     |     |      |     |      |     |     |     |     |     |     |

 Izvori: